# Camí de la bogeria
Camí de la bogeria  (títol original: Psych-Out) és una pel·lícula estatunidenca dirigida per Richard Rush, estrenada el 1968. Ha estat doblada al català.

## Argument
Sorda, Jenny es posa en ruta per reunir-se amb el seu germà Steve del qual ha rebut una targeta postal enigmàtica i que havia fugit abans d'ella de la casa familiar; un grup de músics agafa la jove fugitiva sota la seva protecció i el protegeix en una comunitat hippy, tot ajudant-la en les seves recerques...

## Repartiment
- Susan Strasberg: Jenny Davis
- Dean Stockwell: Dave
- Jack Nicholson: Stoney
- Bruce Dern: Steve Davis
- Adam Roarke: Ben
- Max Julien: Elwood
- Henry Jaglom: Warren
- Ken Scott: Preacher
- Garry Marshall: Plainclothesman
- Jimi Hendrix: Ell mateix
- The Seeds: Ells mateixos
- Sky Saxon: Ell mateix
- Strawberry Alarm Clock: Ells mateixos